# Americano
|  | Per a altres significats, vegeu «indià». |

Americano és un pel·lícula francesa dirigida per Mathieu Demy, produïda per Mathieu Demy, Angeline Massonni (Les Films de l'Autre), Arte i Agnès Varda (Ciné Tamaris). El rodatge es desenvolupà a Los Angeles, París, Noirmoutier i Tijuana entre setembre i octubre de 2010.

## Argument
Martin (Mathieu Demy) ha crescut i viu a París. Quan perd la seva mare, que s'ha quedat a Califòrnia, ha de tornar a la ciutat de la seva infantesa Los Angeles, per ocupar-se de les formalitats vinculades de la seva herència. Però incapaç de fer front a la mort, fuig cap a Tijuana on es perd sobre el rastre d'una ballarina mexicana que ha conegut abans, i que tenia un lloc important en la vida de la seva mare. Per passar el seu dol, Martin haurà de tornar a visitar el seu passat.

## Repartiment
- Mathieu Demy:[1] Martin
- Salma Hayek: Lola/Rosita
- Geraldine Chaplin: Linda
- Chiara Mastroianni:[1] Claire
- Carlos Bardem: Luis
- Jean-Pierre Mocky:[1] El pare
- Pablo Garcia: Pedro
- André Wilms: L'alemany